# Кемаль-Егерек (джерело)

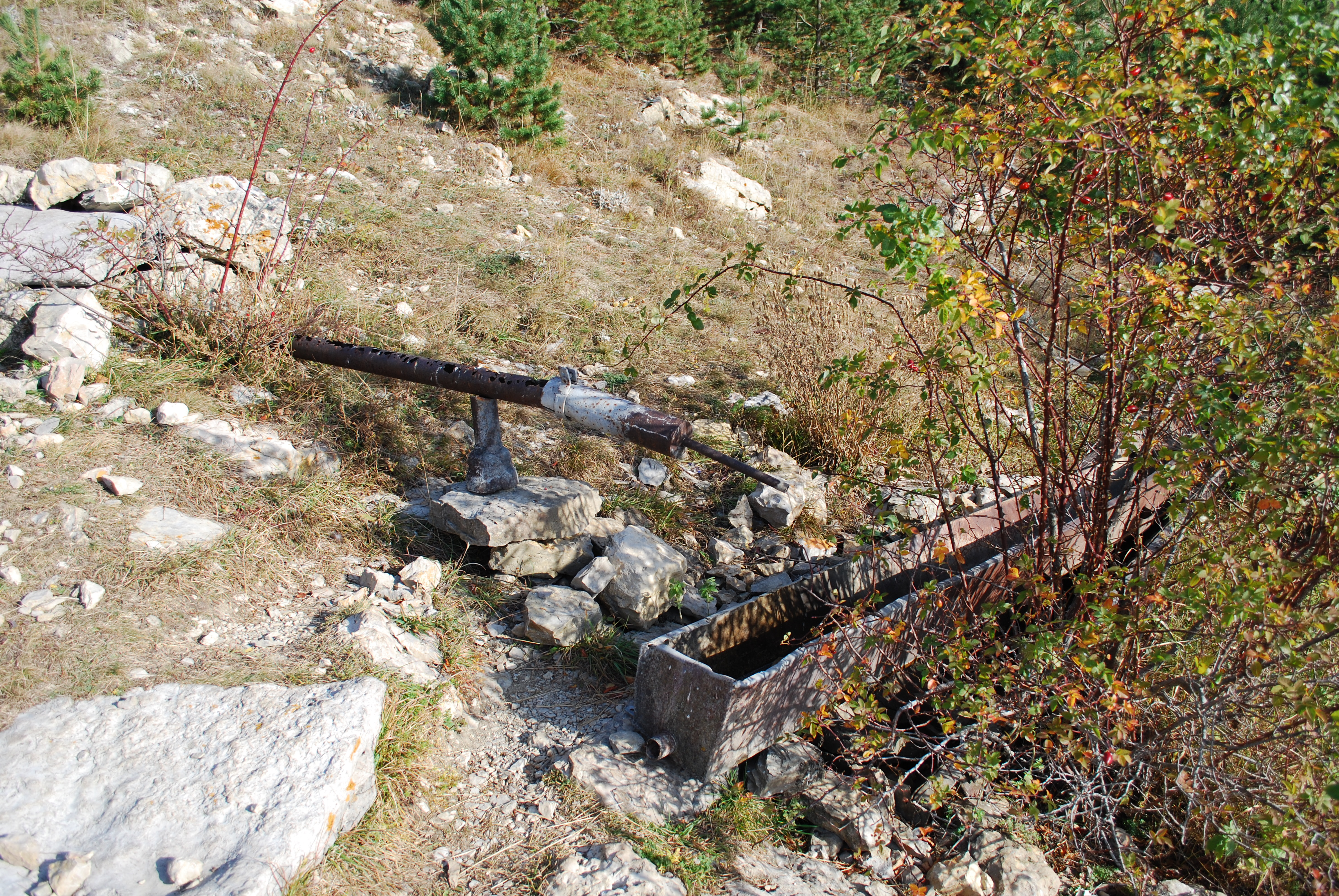
Джерело Кемаль-Егерек на схилі гори

Кемаль-Егерек — джерело на північно-західному схилі однойменної гори Кемаль-Егерек в Криму, Ялтинська яйла.
Джерело зареєстроване в реєстрі Партії Кримських Водних досліджень 1913—1916 рр: No 59/125:
| джерело Кемал-Егрек, басейн річки - Кача, приплив - Каспана, балка - Каспана; висота н.р.м. 590 сажнів / 1259 метрів; опис виходів - вапняк; якість (вода) - не смачна, каламутна, болот. запах; каптажні пристрої відсутні; ... застосування води - водопій. Дебет 1914 р .: березень - 1490 відер / добу, липень-вересень - води немає. |